# Aloeides penningtoni
Pennington’s Copper (Aloeides penningtoni) là một bướm ngày thuộc họ Lycaenidae. Loài này có ở Nam Phi, nơi nó được tìm thấy ở phía bắc East Cape và các chân đồi ở Drakensberg tới các vùng trung du KwaZulu-Natal và các khu rừng Ngoye và Enseleni.
Sải cánh từ 26–31 mm đối với con đực và 28–34 mm đối với con cái. Có vài lứa trong các tháng ấm hơn. Cá thể trưởng thành mọc cánh từ tháng 8 tới tháng 6 đỉnh điểm vào tháng 11 và tháng 2.